# ایلیمانی
ایلیمانی (به اسپانیایی: Illimani) یک کوه در بولیوی است که در استان پدرو دومینگو موریلو واقع شده‌است. ایلیمانی ۶٬۴۳۸ متر بالاتر از سطح دریا واقع شده‌است.